# Llista de monuments del Maestrat aragonés
Llista de monuments del Maestrat aragonés inclosos en el registre de béns arquitectònics del patrimoni cultural aragonès per la comarca aragonesa del Maestrat. Inclou els classificats com a Béns d'Interès Cultural i com a Béns Catalogats.
| Monument                               | Tipus | Localització               | Coordenades                                               | Codi?                 | Imatge |
| -------------------------------------- | ----- | -------------------------- | --------------------------------------------------------- | --------------------- | --- |
| Peiró del port de Sollavientos         | BIC   | Allepús                    |                                                           | 1-INM-TER-030-021-020 | Carregueu una nova foto d'aquest monument |
| Torre dels Nublos                      | BIC   | L'Anglesola                | 40° 28′ 54″ N, 0° 19′ 09″ O / 40.48171°N,0.3193°O         | 1-INM-TER-030-126-031 | Torre dels Nublos (l'Anglesola) · Vegeu més fotos d'aquest monument · Carregueu una nova foto d'aquest monument                                |
| Peiró de les Almes                     | BIC   | L'Anglesola                |                                                           | 1-INM-TER-030-126-042 | Carregueu una nova foto d'aquest monument |
| Peiró de Sant Jaume                    | BIC   | L'Anglesola                |                                                           | 1-INM-TER-030-126-043 | Carregueu una nova foto d'aquest monument |
| Ermita de la Verge del Cid             | BIC   | L'Anglesola                | 40° 28′ 36″ N, 0° 17′ 40″ O / 40.4765926°N,0.294420719°O  | RI-51-0010729         | Ermita de la Verge del Cid (l'Anglesola) · Vegeu més fotos d'aquest monument · Carregueu una nova foto d'aquest monument                       |
| Peiró de la Font Alta                  | BIC   | Bordó                      |                                                           | 1-INM-TER-030-044-013 | Carregueu una nova foto d'aquest monument |
| Església de la Verge de la Carrasca    | BC    | Bordó                      | 40° 41′ 10″ N, 0° 19′ 22″ O / 40.686138°N,0.322895°O      | 1-INM-TER-030-044-004 | Església de la Verge de la Carrasca (Bordó) · Vegeu més fotos d'aquest monument · Carregueu una nova foto d'aquest monument                    |
| Castell                                | BIC   | Cañada de Benatanduz       | 40° 34′ 54″ N, 0° 32′ 01″ O / 40.581592°N,0.533487°O      | 1-INM-TER-030-060-008 | Carregueu una nova foto d'aquest monument |
| Castell de Cantavella                  | BIC   | Cantavella                 | 40° 31′ 50″ N, 0° 24′ 15″ O / 40.53046°N,0.4042°O         | 1-INM-TER-030-059-015 | Castell de Cantavella · Vegeu més fotos d'aquest monument · Carregueu una nova foto d'aquest monument                                          |
| Peiró de Sant Cristòfol                | BIC   | Cantavella                 |                                                           | 1-INM-TER-030-059-040 | Carregueu una nova foto d'aquest monument |
| Peiró de Sant Antoni Abat              | BIC   | Cantavella                 |                                                           | 1-INM-TER-030-059-041 | Carregueu una nova foto d'aquest monument |
| Peiró de Sant Blai                     | BIC   | Cantavella                 |                                                           | 1-INM-TER-030-059-042 | Carregueu una nova foto d'aquest monument |
| Peiró de les Cases de Sant Joan        | BIC   | Cantavella                 |                                                           | 1-INM-TER-030-059-043 | Carregueu una nova foto d'aquest monument |
| Ermita de los Pueyos                   | BIC   | Castellot Cuevas de Cañart |                                                           | 1-INM-TER-030-071-041 | Carregueu una nova foto d'aquest monument |
| Castell dels Templers                  | BIC   | Castellot                  | 40° 48′ 05″ N, 0° 19′ 19″ O / 40.801492°N,0.322053°O      | 1-INM-TER-030-071-053 | Castell dels Templers (Castellot) · Vegeu més fotos d'aquest monument · Carregueu una nova foto d'aquest monument                              |
| Peiró del Llovedor                     | BIC   | Castellot                  |                                                           | 1-INM-TER-030-071-062 | Peiró del Llovedor (Castellot) · Carregueu una nova foto d'aquest monument                                                                     |
| Peiró de la Verge de l'Aigua           | BIC   | Castellot                  |                                                           | 1-INM-TER-030-071-063 | Peiró de la Verge de l'Aigua (Castellot) · Carregueu una nova foto d'aquest monument                                                           |
| Peiró de la Verge del Pilar            | BIC   | La Cuba                    |                                                           | 1-INM-TER-030-088-008 | Carregueu una nova foto d'aquest monument |
| Peiró de Sant Pere                     | BIC   | La Cuba                    |                                                           | 1-INM-TER-030-088-009 | Carregueu una nova foto d'aquest monument |
| Peiró de Sant Josep                    | BIC   | La Cuba                    |                                                           | 1-INM-TER-030-088-010 | Carregueu una nova foto d'aquest monument |
| Castell                                | BIC   | Fortanet                   |                                                           | 1-INM-TER-030-106-015 | Castell (Fortanet) · Modifica el valor a Wikidata · Carregueu una nova foto d'aquest monument                                                  |
| Castell del Cid                        | BIC   | Fortanet                   |                                                           | 1-INM-TER-030-106-021 | Carregueu una nova foto d'aquest monument |
| Peiró de la Creu Gorda                 | BIC   | Fortanet                   |                                                           | 1-INM-TER-030-106-030 | Carregueu una nova foto d'aquest monument |
| Peiró de les Almes                     | BIC   | Fortanet                   |                                                           | 1-INM-TER-030-106-031 | Carregueu una nova foto d'aquest monument |
| Ajuntament                             | BIC   | Fortanet                   | 40° 30′ 20″ N, 0° 31′ 22″ O / 40.50552°N,0.522677°O       | RI-51-0010728         | Ajuntament (Fortanet) · Vegeu més fotos d'aquest monument · Carregueu una nova foto d'aquest monument                                          |
| Església parroquial de la Purificació  | BIC   | Fortanet                   | 40° 30′ 19″ N, 0° 31′ 23″ O / 40.505316°N,0.523063°O      | RI-51-0010738         | Església parroquial de la Purificació (Fortanet) · Vegeu més fotos d'aquest monument · Carregueu una nova foto d'aquest monument               |
| Muralla                                | BIC   | Mirambell                  | 40° 35′ 18″ N, 0° 20′ 29″ O / 40.58823°N,0.34138°O        | 1-INM-TER-030-149-011 | Muralla (Mirambell) · Vegeu més fotos d'aquest monument · Carregueu una nova foto d'aquest monument                                            |
| Torre del Mas de la Torre              | BIC   | Mirambell                  |                                                           | 1-INM-TER-030-149-028 | Carregueu una nova foto d'aquest monument |
| Castell palau de l'Orde de Sant Joan   | BIC   | Mirambell                  | 40° 35′ 13″ N, 0° 20′ 31″ O / 40.586937°N,0.341868°O      | 1-INM-TER-030-149-034 | Castell palau de l'Orde de Sant Joan (Mirambell) · Vegeu més fotos d'aquest monument · Carregueu una nova foto d'aquest monument               |
| Torre del Mas de Pont Vallés           | BIC   | Mirambell                  |                                                           | 1-INM-TER-030-149-042 | Carregueu una nova foto d'aquest monument |
| Masia de la Torre de Santa Anna        | BIC   | Mirambell                  |                                                           | 1-INM-TER-030-149-044 | Carregueu una nova foto d'aquest monument |
| El Peiró                               | BIC   | Miravete de la Sierra      |                                                           | 1-INM-TER-030-150-020 | Carregueu una nova foto d'aquest monument |
| Església de la Mare de Déu de les Neus | BIC   | Miravete de la Sierra      | 40° 34′ 36″ N, 0° 41′ 39″ O / 40.57674228°N,0.694300532°O | RI-51-0010730         | Església de la Mare de Déu de les Neus (Miravete de la Sierra) · Vegeu més fotos d'aquest monument · Carregueu una nova foto d'aquest monument |
| Església de la Mare de Déu de les Neus | BIC   | Molinos                    | 40° 49′ 11″ N, 0° 26′ 59″ O / 40.81976849°N,0.44981718°O  | RI-51-0003903         | Carregueu una nova foto d'aquest monument |
| Castell                                | BIC   | Tronxó                     |                                                           | 1-INM-TER-030-236-017 | Carregueu una nova foto d'aquest monument |
| Mas de Torre Piquer                    | BIC   | Tronxó                     |                                                           | 1-INM-TER-030-236-027 | Carregueu una nova foto d'aquest monument |
| Ermita del Tremendal                   | BIC   | Tronxó                     | 40° 37′ 36″ N, 0° 23′ 49″ O / 40.626775°N,0.396825°O      | 7-INM-TER-030-236-002 | Carregueu una nova foto d'aquest monument |
| Església de Santa Maria Magdalena      | BIC   | Tronxó                     |                                                           | 7-INM-TER-030-236-003 | Carregueu una nova foto d'aquest monument |
| Ajuntament                             | BC    | Tronxó                     | 40° 37′ 13″ N, 0° 23′ 55″ O / 40.620356°N,0.398622°O      | 1-INM-TER-030-236-024 | Carregueu una nova foto d'aquest monument |
| Masia de la Torre                      | BIC   | Villarluengo               |                                                           | 1-INM-TER-030-260-018 | Carregueu una nova foto d'aquest monument |
| Mas de la Torre Gorque                 | BIC   | Villarluengo               |                                                           | 1-INM-TER-030-260-018 | Carregueu una nova foto d'aquest monument |
| Torreó                                 | BIC   | Villarroya de los Pinares  | 40° 31′ 48″ N, 0° 40′ 11″ O / 40.5301°N,0.66982°O         | 1-INM-TER-030-262-017 | Torreó (Villarroya de los Pinares) · Vegeu més fotos d'aquest monument · Carregueu una nova foto d'aquest monument                             |
| Peiró de Sant Cristòfol                | BIC   | Villarroya de los Pinares  |                                                           | 1-INM-TER-030-262-026 | Carregueu una nova foto d'aquest monument |
| Església de l'Assumpció                | BIC   | Villarroya de los Pinares  | 40° 31′ 47″ N, 0° 40′ 10″ O / 40.529587°N,0.669429°O      | RI-51-0010854         | Església de l'Assumpció (Villarroya de los Pinares) · Vegeu més fotos d'aquest monument · Carregueu una nova foto d'aquest monument            |